# René de Possel
Lucien Alexandre Charles René de Possel (Marsiglia, 7 febbraio 1905 – Clamart, 26 febbraio 1974) è stato un matematico francese, uno dei fondatori del gruppo Bourbaki, diventato successivamente un pioniere dell'informatica, grazie ai suoi lavori sul riconoscimento ottico dei caratteri.